# André Gaillot
Pour les articles homonymes, voir Gaillot.
André Gaillot (né le 4 mars 1907 à Grézac et mort le 24 décembre 1993 à La Rochelle en Charente-Maritime,) est un coureur cycliste français, actif dans les années 1930. 

## Biographie
Professionnel de 1931 à 1936, il remporte notamment une édition du Circuit de l'Indre et de Bordeaux-Saintes. Il dispute par ailleurs le Tour de France 1933, où il se classe neuvième d'une étape. 
Son fils Gérard a également été cycliste professionnel. 

## Palmarès

### Par année
- 1931
  - 2e du Circuit de l'Indre
- 1932
  - Circuit de l'Indre
- 1933
  - Bordeaux-Saintes
- 1934
  - Circuit du Bocage vendéen

### Résultats sur les grands tours

#### Tour de France
1 participation
- 1933 : 33e